# 陳志強 (藝人)
陳志強（1978年10月2日—），台灣模特兒、男演員，主持人，2022年3月與圈內藝人曾智希結婚。

## 電視劇
| 年份   | 頻道       | 劇名                 | 角色          | 性質       |
| 2008年 | 緯來電影台 | 鬼旅社               | 賴清源        |            |
| 2009年 | 華視       | 魔女18號             | 潮男          | 客串       |
| 2010年 | 中視       | 妻子們的戰爭         | 賴士康        |            |
| 2010年 | 公視       | 就愛談天             | 阿宅          | 第一男主角 |
| 2011年 | 大愛電視台 | 守著你的我           | 許武山        |            |
| 2011年 | 華視       | 艋舺耀輝             | 紅蟳          |            |
| 2011年 | 華視       | 愛在桐花紛飛時       | 郭承義        |            |
| 2011年 | 超視       | 易開罐男孩           | 浩子          | 第二男主角 |
| 2011年 | 三立都會台 | 勇士們               | 鄭重生 馮治安 | 單元男主角 |
| 2012年 | 台視       | 半熟戀人             | 高建國        |            |
| 2012年 | 三立都會台 | 我們發財了           | 王善男        |            |
| 2013年 | 三立都會台 | 金大花的華麗冒險     | 歐陽森        |            |
| 2013年 | 中視       | 求愛365              | 吳學明        |            |
| 2013年 | 中視       | 愛情急整室           | 阿洪          |            |
| 2013年 | 中視       | 女王的誕生           | 馮正綱        |            |
| 2013年 | 三立都會台 | 我的自由年代         | 常飛          |            |
| 2013年 | 三立都會台 | 回到愛以前           | 吳董          | 客串       |
| 2014年 | 三立都會台 | 媽咪的男朋友         | 馬兩傳        |            |
| 2015年 | 三立台灣台 | 珍珠人生             | 謝文清        | 第二男主角 |
| 2015年 | 台視       | 春梅                 | 趙榮三        |            |
| 2016年 | 華視       | 海海人生             | 魏興堂        | 客串       |
| 2016年 | 三立都會台 | 後菜鳥的燦爛時代     | 連世強        | 客串       |
| 2016年 | 中視       | 美好年代             | 江鐵雄        |            |
| 2016年 | 大愛電視台 | 阿寬                 | 黃超群        | 第一男主角 |
| 2017年 | 中視       | 櫻桃小丸子           | 穗波真太郎    |            |
| 2017年 | 中視       | 這些年那些事         | 陳金生        | 第三男主角 |
| 2017年 | 三立台灣台 | 一家人               | 許翰民        | 客串       |
| 2018年 | 三立都會台 | 三明治女孩的逆襲     | 邱總          | 客串       |
| 2018年 | 公視       | 小貓熊胖達的奇幻冒險 | 楊力豪        | 第一男主角 |
| 2018年 | 三立台灣台 | 炮仔聲               | 張正浩 胡立海 | 第二男主角 |
| 2019年 | 華視       | 最佳利益             | 董兆鵬        | 客串       |
| 2021年 | 三立台灣台 | 天之驕女             | 織田拓海      |            |
| 2021年 | 台視       | 一個屋簷下           | 阿國          | 客串       |
| 2022年 | 三立台灣台 | 一家團圓             | 方世傑        | 第二男主角 |
| 2025年 | 大愛電視台 | 生命的麥田           | 魏宏州        | 第二男主角 |

## 電影
- 2006年 《燃燒吧~機車》
- 2012年 《球愛天空》

## 舞台劇
- 2020  故事工廠《我們與惡的距離》

## 主持作品
- 2006  華視《千萬要成功》
- 2006  東風衛視《娛樂在亞洲》代班
- 2008  TVBS歡樂台《食尚玩家》
- 2011  緯來綜合台《天黑請閉眼》代班
- 2017  中天娛樂台《名模星任務》
- 2022  中視《飢餓遊戲》代班
- 2023 三立台灣台《阿姐萬歲》[3]

## 外部連結
- 陳志強 JOHN的Facebook專頁
- 陳志強的Instagram帳戶
- 陳志強在互联网电影资料库（IMDb）上的資料（英文）